# 应行久
应行久（1914年—2001年），美国华人实业家、侨领，美国华商总会创始人。

## 生平
应行久祖籍中国浙江省宁波市镇海区后施乡，1914年生于上海市。1935年，应行久考入上海沪江大学，于商学院攻读商科，其大学毕业时正值艰苦的抗日战争时期。
应行九先生先后在中国上海和美国纽约两次白手起家，创建包括美国佛罗里达州迪士尼乐园中国馆在内、囊括航运业、旅游业、连锁餐馆、连锁百货商店、地产开发公司、投资开发的公司的美国大中集团。“他以‘勤奋’为座右铭，创立了宏大、稳固的基业，成为位居美国华人十大财团之一的富商。”（参见 世界华人名人录 应行久）
应行九从小喜欢汽车，1946年，其在上海创立合众汽车公司、立人汽车公司，经营美国和法国的汽车，他担任美国通用汽车公司和法国雷诺汽车的总经销。
1946年，应行久到美国洛杉矶寻求更大发展。20世纪70年代，应行久在美事业达到顶峰。
改革开放后，曾受到邓小平的专门接见。
2001年，应行久于美国逝世，追悼会于12月2日在纽约市举行。全国人大常委会副委员长田纪云等赠送花圈，纽约州州长帕特基特派代表出席并致悼词，可谓极尽哀荣。

## 美国华商总会
1970年代，应行久创立了美国华商总会（全称：美國全美华侨总商会），并被推举为美国华商总会会長、董事长、永远顾问。并对推进中国现代化建设，促进中美关系发展做出了贡献。目前美国华商总会属下有超过一百多个团体。